# Ein Fall für zwei: Tödliches Viereck
Tödliches Viereck ist der Titel der 18. Episode der Krimiserie Ein Fall für zwei mit Günter Strack und Claus Theo Gärtner in den Hauptrollen.
In dieser Episode treffen Rechtsanwalt Dr. Renz und Privatdetektiv Josef Matula zufällig zusammen, nachdem sie zunächst unabhängig voneinander für zwei Eheleute tätig waren.

## Handlung
Dr. Werner betrügt seine dies ahnende Ehefrau seit mehreren Monaten während angeblicher Dienstreisen mit der Verlegerin Susanne Krüger. Diese verlangt ihrerseits die Scheidung von ihrem Ehemann, der in dem von ihren Eltern geerbten Verlag erfolgreich mitarbeitet. Sie wendet sich diesbezüglich an Rechtsanwalt Dr. Renz, der von einer geschäftlichen Trennung abrät. Ihr Ehemann Harald Krüger beauftragt scheinbar unabhängig davon Josef Matula damit, ihn am Abend zu einem Treffen mit einem angeblichen Informanten zu begleiten. Zur gleichen Zeit wird Susanne Krüger zu Hause von Karin Werner aufgesucht, die eine Waffe bei sich hat. Als Dr. Werner später dort eintrifft und ihm niemand die Haustür öffnet, dringt er als Einbrecher in das Haus ein. Er findet Susanne Krüger erschossen vor, entwendet Geld, Schmuck sowie die Waffe und verschwindet wieder. Josef Matula und Harald Krüger, die später gemeinsam eintreffen, finden die Leiche schließlich vor und informieren die Polizei. Harald Krüger berichtet dem zuständigen Kommissar von dem Liebesverhältnis seiner Frau zu Dr. Werner. Als die Polizei diesen diesbezüglich informiert, überredet er seine Frau, die er für die Mörderin hält, dass die beiden sich gegenseitig ein Alibi geben.
Dr. Renz äußert gegenüber Matula den Verdacht, dass Susanne Krüger von einem Auftragsmörder getötet worden sein könnte, da Harald Krüger, den er aufgrund seines eindeutigen Motivs verdächtigt, ein stichfestes Alibi vorweisen kann, welches ausgerechnet durch Matula bezeugt werden kann. Matula verdächtigt seinerseits das Ehepaar Werner. Im Gespräch mit den beiden stellt er deren Alibi infrage. Die Polizei hat daran ebenfalls erhebliche Zweifel.
Es stellt sich schließlich heraus, dass Harald Krüger eine an eine Lichtschranke gekoppelte Waffe in seinem Haus installiert hat, die die tödlichen Schüsse auf seine Frau abgegeben hat. Als er diese heimlich aus seinem Haus entfernen möchte, wird er von Matula enttarnt, der dies ahnte.

## Hintergrund
Die Episode wurde überwiegend im Rhein-Main-Gebiet gedreht. Die Kulisse der Kanzlei von Dr. Renz befand sich im Hotel InterContinental Frankfurt.
Das abendliche Zusammentreffen zwischen Harald Krüger und seinem Komplizen wurde im Bereich des Kochbrunnens gedreht. Die Schlussszenen der Episode zeigen die Justizvollzugsanstalt Wiesbaden von außen.
Ab dieser Folge ist Dr. Renz mit einem Opel Senator der Baureihe A2 ausgestattet.